# Мерс, Олли
Оливер (Олли) Стэнли Мёрс (англ. Oliver «Olly» Stanley Murs; род. 14 мая 1984, Уитем, Эссекс) — британский певец, музыкант и ведущий на телевидении. Мёрс стал известен после участия в шестом сезоне «Х-фактора», заняв 2-е место. После шоу он подписал контракт с Epic Records и Syco Music.

## Биография
Родители Виктория и Пит Мёрс. У него есть брат-близнец Бен и сестра Фэй. Он учился в начальной школе Howbridge в Витхаме, затем в средней школе Notley в Брайнтрее в графстве Эссекс, где он был нападающим в школьной футбольной команде. Он болельщик «Манчестер Юнайтед» и являлся членом футбольного клуба «Witham Town». После травмы ему пришлось уйти из команды. До Х-фактора Мёрс работал консультантом в рекрутстве Prime Appointments в Витхаме. Он также участвовал в ТВ-шоу Deal or No Deal, где выиграл £10.
В последнюю неделю августа 2010 года вышел дебютный сингл Олли «Please Don’t Let Me Go», который возглавил UK Singles Chart, ранее он совместно с другими участниками шестого сезона «Х-фактора» уже поднимался на 1-ю позицию чарта с синглом «You Are Not Alone». Сингл «Please Don’t Let Me Go» получил серебряную сертификацию BPI. Вторым синглом с дебютного альбома стала песня «Thinking of Me», дебютировшая в UK Singles Charts с 4-й позиции, тем не менее этот сингл также получил серебряную сертификацию. «Heart Skips a Beat» стал вторым синглом № 1 в UK Singles Charts. В марте 2011 Марс выпустил сингл «Dance with Me Tonight», который тоже возглавил британский чарт синглов..
В ноябре 2010-го вышел дебютный альбом Оливера «Olly Murs», названный в честь себя. Альбом занял 2-е место в UK Albums Chart со 108 тыс. проданных копий альбома. Общий тираж альбома составил более 600 тыс. копий и получил двойной платиновый сертификат BPI. Через год выходит его второй альбом In Case You Didn’t Know. Альбом возглавил UK Albums Chart, два сингла с этого альбома поднимались на 1-ю позицию UK Singles Chart.
В апреле 2021 года было объявлено, что Мерс представит серию шоу талантов ITV под названием Starstruck.
4 июня 2022 года он объявил, что помолвлен со своей девушкой Амелией Танк.

## Дискография
Студийные альбомы
- «Olly Murs» (2010)
- «In Case You Didn't Know» (2011)
- «Right Place Right Time» (2012)
- «Never Been Better» (2014)
- «24 Hrs» (2016)

Мини-альбомы
- «iTunes Festival: London 2012» (2012)
- «Unwrapped» (2014)
- «24 Hrs» (Acoustic) (2016)

Синглы
- «Please Don’t Let Me Go» (2010)
- «Thinking of Me» (2010)
- «Heart On My Sleeve» (2011)
- «Baby» (2011)
- «Heart Skips a Beat» (2011; featuring Rizzle Kicks)
- «Dance With Me Tonight» (2011)
- «Oh My Goodness» (2012)
- «Troublemaker» (2012; featuring Flo Rida)
- «Army of Two» (2013)
- «Dear Darlin'» (2013)
- «Right Place Right Time» (2013)
- «Wrapped Up» (2014; featuring Travie McCoy)
- «Up» (2014; featuring Деми Ловато)
- «Seasons» (2015)
- «Kiss Me» (2015)
- «Stevie Knows» (2015)
- «You Don’t Know Love» (2016)
- «Grow Up» (2016)
- «Years & Years» (2016)
- «Unpredictable» (2017); featuring Louisa Johnson)